# (3243) Skytel
(3243) Skytel es un asteroide perteneciente al cinturón de asteroides, descubierto el 19 de febrero de 1980 por el equipo del Observatorio del Harvard College desde la Estación George R. Agassiz en Harvard (Massachusetts), Estados Unidos.

## Designación y nombre
Designado provisionalmente como 1980 DC. Fue nombrado Skytel en homenaje al 50 aniversario de la revista científica estadounidense "Sky & Telescope".